# Министерство налогов Азербайджанской Республики
Министерство налогов Азербайджанской Республики (азерб. Azərbaycan Respublikası Vergilər Nazirliyi) — упраздненный центральный орган исполнительной власти, обеспечивавший государственную налоговую политику, своевременный и полный сбор налогов и других поступлений в государственный бюджет, осуществлявший государственный контроль в рамках единой финансовой и бюджетной политики Азербайджана. 23 октября 2019 года Министерство налогов было ликвидировано, а вместо него была создана Государственная налоговая служба Азербайджана в составе Министерства экономики.

## История

### Период АДР
17 июня 1919 годa при Министерстве финансов создана Налоговая инспекция. С этого периода началась деятельность налоговой службы в Азербайджане.

### Период Азербайджанской ССР
В 1920—1991 годы налогообложение в Азербайджанской ССР регулировалось налоговым законодательством СССР. 
14 августа 1920 года в составе Комиссариата финансов Азербайджанской ССР, входившего в Совет Народных Комиссаров, образовано налоговое управление. Руководителем управления являлся заведующий. Высшее руководство управлением осуществлял Народный Комиссар финансов. 
В 1946 году вместо комитета создано Министерство финансов Азербайджанской ССР.

### Современный период
После восстановления государственной независимости в июле 1990 года для осуществления полного и своевременного сбора налогов и других обязательных платежей, а также обеспечения государственного контроля за соблюдением юридическими и физическими лицами налогового законодательства и государственной ценовой политики при Министерстве финансов Азербайджана создана Налоговая служба.
В октябре 1991 года с целью усовершенствования системы надзора за соблюдением налогового законодательства, усиления роли государственной налоговой службы в этой сфере и обеспечения объективности самостоятельной деятельности и надзора, служба была реорганизована в самостоятельно функционирующую Главную Государственную налоговую инспекцию Азербайджана.
11 февраля 2000 года Главная Государственная налоговая инспекция была ликвидирована. На её базе было создано Министерство налогов Азербайджана. 19 июля 2001 года принято положение о Министерстве.
С 2005 года 11 февраля в Азербайджане отмечается, как День работников налоговой службы Азербайджана.
23 октября 2019 года подписано распоряжение «О расширении функций и структуры министерства экономики Азербайджана», согласно которому Министерство налогов было ликвидировано. Вместо него была создана Государственная налоговая служба Азербайджана в составе Министерства Экономики.

## Обязанности
Министерство выполняло ряд обязанностей в соответствии с принятым Положением о Министерстве налогов Азербайджанской Республики:
- в пределах своих полномочий осуществлять точный расчёт государственных налогов и других поступлений, своевременно и в полном объёме переводить эти поступления в государственный бюджет, обеспечивать контроль за соблюдением налогового законодательства;
- информировать налогоплательщиков о налоговом законодательстве и внесённых в него изменениях, обеспечивает их информацией об исчислении и уплате налогов;
- обеспечивает защиту прав налогоплательщиков и их законных интересов;
- изучает причины правонарушений в налоговой сфере и принимает соответствующие меры в пределах своей компетенции для устранения подобных случаев;
- выполняет иные задачи в рамках обязанностей налоговых органов, определённых законодательством Азербайджанской Республики[3].

## Функции
Министерство налогов Азербайджанской Республики выполняло ряд функций в соответствии с задачами, установленными принятым Положением:
- разрабатывает предложения по усовершенствованию налоговой политики Азербайджанской Республики;
- участвует в разработке законодательных актов, регулирующих налоговые отношения;
- занимается организацией работы государственных налоговых органов по соблюдению налогового законодательства Азербайджанской Республики, правильному исчислению государственных налогов и других возложенных на неё платежей, их полному и своевременному перечислению в государственный бюджет;
- участвует в подготовке прогноза по налоговым поступлениям в государственный бюджет Азербайджанской Республики;
- подготавливает и реализует мероприятия по обеспечению соблюдения налогового законодательства Азербайджанской Республики;
- участвует в разработке и реализации программ развития государственных налоговых органов Азербайджанской Республики;
- проводит учёт подсчитанных и поступивших согласно назначению налогов и представляет информацию об этом Президенту Азербайджанской Республики, Кабинету министров Азербайджанской Республики и Министерству финансов Азербайджанской Республики;
- собирает, анализирует, оценивает информацию о случаях нарушения налогового законодательства и предоставляет предложения соответствующим органам государственной власти для устранения причин и условий, ведущих к возникновению налоговых нарушений;
- ведёт учёт налогоплательщиков, их аффилированных лиц, представительств или других подразделений;
- в соответствии с налоговым законодательством проводит расследования, дознание и осуществляет оперативно-розыскную деятельность;
- подготавливает формы налоговых деклараций, отчётов и других документов, связанных с расчётом и уплатой налогов и других поступлений;
- обеспечивает создание единой автоматизированной информационной системы государственных налоговых органов.

## Структура
Чуть ранее ликвидирования органа Президент Азербайджана Ильхам Алиев подписал распоряжение об утверждении структуры Министерства налогов Азербайджана.
В структуру Министерства входят:
- Главное управление национальных доходов;
- Главное управление предварительного расследования налоговых преступлений;
- Главное управление контроля по импортно-экспортным операциям;
- Главное управление контроля по обороту акцизных и маркируемых товаров;
- Главное управление локальных доходов г. Баку;
- Главное управление по работе с малым предпринимательством г. Баку;
- Call-center (с полномочиями главного управления);
- Местные подразделения (главные управления, управления и отделы)[5].

## Учебный центр
19 июля 2001 года согласно Указу Кабинета министров Азербайджана от 5 июня 2002 года №90 на основании Указа №539 о применении закона Азербайджана об утверждении Положения о службе в государственных налоговых органах создан Учебный центр Министерства налогов. 
Новый комплекс учебного центра построен в селе Нагарахана Шамахинского района. 13 сентября 2011 года состоялось открытие комплекса. Целью центра является осуществление образовательных процессов для сотрудников государственных налоговых органов с целью повышения их уровня знаний и профессиональной подготовки, совершенствования практических навыков и управленческих способностей, освоения современных технологий и оборудования, адаптация к постоянно меняющимся и обновляющимся условиям труда. Центр оснащён необходимым техническим оборудованием для организации современного учебного процесса.

## Программы совершенствования налогового администрирования
- Государственная Программа по совершенствованию налогового администрирования в Азербайджанской Республике (2005—2007)[8]

## Информационные ресурсы
Онлайн-газета «Vergilar.az» — первый номер газеты «Vergiler» («Налоги») вышел 11 февраля 2000 года. С 1 января 2019 года печатная версия газеты преобразована в онлайн-газета «Vergiler.az». «Vergilar.az» — информационный интернет-ресурс, размещающий новости, статьи, интервью и другие материалы о республиканских и мировых тенденциях и нововведениях в сфере налогообложения и других секторах экономики.
«Налоговый журнал Азербайджана» — учреждён Министерством налогов 1 июля 2003 года. «Налоговый журнал Азербайджана» — лицензированное научное издание Министерства налогов. В настоящее время издаётся один раз в полугодие. Журнал, в основном, фокусируется на современных вопросах налогообложения и общих концептуальных налоговых вопросах, их практической и научно-методологической составляющей, публикует научные статьи по другим секторам экономики.

## Международные рейтинги
Согласно отчёту «Doing Business 2019», подготовленного Всемирным банком, Азербайджанская Республика поднялась до 25-го места среди 190 стран, что отражает оценку доступности бизнес-среды. В «Doing Business 2019» два индекса непосредственно относятся к налоговым вопросам: «Ведение бизнеса» и «Уплата налогов». Наша страна существенно улучшила свои позиции по обоим показателям. По индексу «Ведение бизнеса» Азербайджан за последний год поднялся с 18-го на 9-е место, а по индексу «Уплата налогов» продвинулся с 35-го на 28-е место.
| Год  | «Ведение бизнеса» | «Уплата налогов» |
| ---- | ----------------- | ---------------- |
| 2015 | 12 место          | 33 место         |
| 2016 | 7 место           | 34 место         |
| 2017 | 5 место           | 40 место         |
| 2018 | 18 место          | 35 место         |
| 2019 | 9 место           | 28 место         |